# Francis Bottome
Francis Bottome (* 26. Mai 1823 in Belper, Grafschaft Derbyshire, England; † 29. Juni 1894 in Gunnislake, Cornwall, England) war ein englischer Kirchenliederdichter und methodistischer Pastor.

## Leben und Werk
Francis Bottome wanderte 1850 in die USA aus und wurde im gleichen Jahr Pastor der Methodist Episcopal Church (Bischöflichen Methodistenkirche). 1872 verlieh ihm das bereits 1783 gegründete Dickinson College in Carlisle, US-Bundesstaat Pennsylvania, die Ehrendoktorwürde in Theologie. Francis Bottome kehrte nach 1890 wieder nach England zurück.
Seine zahlreichen Kirchenlieder veröffentlichte Francis Bottome in den Sammelwerken „Centenary Singer“ (1869) und „Round Lake“ (1872). Außerdem half er R. P. Smith beim Zusammenstellen der ebenfalls 1872 erschienenen Liedersammlung „Gospel Songs“.
Bekannte Lieder Bottomes sind u. a. „Come, Holy Ghost, All Sacred Fire“, „The Comforter Has Come“, „Full Salvation, Full Salvation“, „Let Us Sing of His Love Once Again“, „Precious Jesus, O to Love Thee“, „Search Me, O God“, „I Believe Jesus Saves“.
Das 1869 entstandene Lied „O Bliss of the Purified“ wurde von Ernst Heinrich Gebhardt (1832–1899) mit dem Titel „Welch Glück ist's erlöst zu sein“ ins Deutsche übersetzt und in Gebhardts Liedersammlung „Frohe Botschaft“ 1875 in Basel veröffentlicht. Die Melodie komponierte William Batchelder Bradbury (1816–1868). Es ist das im deutschen Sprachraum bekannteste Lied von Francis Bottome. In Deutschland wurde es u. a. auch im Liederbuch „Pfingst-Jubel“, Niedenstein 1987, unter der Liednummer 215 und im Gesangbuch der Evangelisch-methodistischen Kirche von 1969, Nummer 656, veröffentlicht.